# Zeilen op de Paralympische Zomerspelen 2004
Op de XIIe Paralympische Spelen die in 2004 werden gehouden in het Griekse Athene was zeilen een van de 19 sporten die werden beoefend tijdens deze spelen.
Dit jaar werden de eerste medailles voor Nederland behaald bij het zeilen, in de 2.4mR door Thierry Schmitter en in de Sonar door Mischa Rossen, Marcel van de Veen en Udo Hessels.

## Evenementen
In totaal waren er twee onderdelen op de Paralympics in 2004. 
- 2.4mR , eenpersoonsboot
- Sonar, driepersoonsboot

## Gemengd

### 2.4mR
| Punten | land | Goud          | land | Zilver       | land | Brons             |
| ------ | ---- | ------------- | ---- | ------------ | ---- | ----------------- |
| 21     | FRA  | Damien Seguin | USA  | Thomas Brown | NED  | Thierry Schmitter |

### Sonar
| Punten | land | Goud                                 | land | Zilver                                       | land | Brons                                               |
| ------ | ---- | ------------------------------------ | ---- | -------------------------------------------- | ---- | --------------------------------------------------- |
| 19     | ISR  | Dror Cohen Arnon Efrati Benni Vexler | NED  | Mischa Rossen Marcel van de Veen Udo Hessels | USA  | John Ross Duggan Jean Paul Creignou Bradley Johnson |

Atletiek · Bankdrukken · Basketbal · Blindenvoetbal · Boogschieten · Boccia · CP-voetbal · Goalball · Judo · Paardensport · Rugby · Schermen · Schietsport · Tafeltennis · Tennis · Volleybal · Wielersport · Zeilen · Zwemmen
Atlanta 1996 ·
Sydney 2000 ·
Athene 2004 ·
Peking 2008 ·
Londen 2012 ·
Rio de Janeiro 2016